# ISO 3166-2:GM
Kódy ISO 3166-2 pro Gambii identifikují 5 krajů a 1 město. První část (GM) je mezinárodní kód pro Gambii, druhá část sestává z jednoho velkého písmene identifikujícího území.

## Seznam kódů
| Kód  | Území         | Typ   |
| ---- | ------------- | ----- |
| GM-B | Banjul        | město |
| GM-L | Lower River   | kraj  |
| GM-M | Central River | kraj  |
| GM-N | North Bank    | kraj  |
| GM-U | Upper River   | kraj  |
| GM-W | Western       | kraj  |